# Akrokolioplax
Akrokolioplax is een geslacht van straalvinnige vissen uit de familie van karpers (Cyprinidae).

## Soort
- Akrokolioplax bicornis (Wu, 1977)